# Леонтьева, Надежда Владимировна
Наде́жда Влади́мировна Лео́нтьева (род. 26 июня 1984) — российская легкоатлетка, специалистка по бегу на длинные дистанции, горному бегу, марафону. Выступает на профессиональном уровне с 2008 года, чемпионка России по горному бегу, победительница и призёрка первенств всероссийского значения, участница ряда крупных международных стартов, в том числе чемпионата мира в Москве и чемпионата Европы в Цюрихе. Представляла Самарскую область. Мастер спорта России международного класса.

## Биография
Надежда Леонтьева родилась 26 июня 1984 года. Занималась лёгкой атлетикой в Тольятти, проходила подготовку под руководством тренеров Ирины Николаевны и Владимира Петровича Тимофеевых. Окончила Поволжский государственный университет сервиса и Тольяттинский государственный университет.
Впервые заявила о себе на международном уровне в сезоне 2008 года, когда вошла в состав российской сборной и выступила на чемпионате Европы по горному бегу в Целль-ам-Хармерсбахе, где заняла 15-е место.
В 2010 году одержала победу на чемпионате России по горному бегу в Красной Поляне.
В 2011 году с личным рекордом 2:31:57 стала бронзовой призёркой на чемпионате России по марафону в Москве, серебряной призёркой на марафоне Twin Cities в Сент-Поле.
В 2012 году финишировала восьмой на Бостонском марафоне, пятой на Кёльнском марафоне.
В 2013 году стала седьмой на Римском марафоне, завоевала серебряную награду на чемпионате России по горному бегу в Железноводске. Благодаря череде удачных выступлений удостоилась права защищать честь страны на домашнем чемпионате мира в Москве — в программе марафона показала результат 2:42:49, расположившись в итоговом протоколе соревнований на 22-й строке.
В 2014 году финишировала второй на Ганноверском марафоне, бежала марафон на чемпионате Европы в Цюрихе, заняв с результатом 2:42:41 35-е место (вместе с соотечественницами стала бронзовой призёркой разыгрывавшегося здесь Кубка Европы по марафону). Помимо этого, одержала победу на полумарафоне в Маршьене и взяла бронзу на полумарафоне в Реймсе.
В 2015 году показала четвёртый результат на марафоне «Белые ночи» в Санкт-Петербурге, 11-й результат на чемпионате России по полумарафону в Новосибирске.
В 2017 году выиграла серебряную медаль на чемпионате России по горному бегу в Красной Поляне.
В 2018 году получила серебро на чемпионате России по горному бегу в Рыбинске.
В 2019 году одержала победу на чемпионате России по горному бегу в Токсово.
За выдающиеся спортивные достижения удостоена почётного звания «Мастер спорта России международного класса».